# Walter Picard
Walter Picard (* 10. Dezember 1923 in Hausen; † 10. März 2000 in Offenbach am Main) war ein deutscher Politiker (CDU).

## Leben und Beruf
Nach dem Abitur am Humanistischen Gymnasium wurde Picard zur Wehrmacht eingezogen und nahm von 1942 bis 1945 als Soldat am Zweiten Weltkrieg teil. Bei Kriegsende erlitt er eine schwere Verwundung. Anschließend besuchte er das Pädagogische Institut, an dem er beide Lehrerprüfungen bestand. Er arbeitete seit 1949 als Volksschullehrer in Nieder-Roden und wurde 1965 Rektor der dortigen Schule. Daneben hatte er eine Gastprofessur für amerikanische und deutsche Geschichte am Dartmouth College in den Vereinigten Staaten inne.
Picard war von 1961 bis 1965 sowie von 1977 bis 1981 Mitglied der Verbandsversammlung des Landeswohlfahrtsverbandes Hessen (LWV). Als Vorsitzender des Institutes für psychosoziale Entwicklung gründete er 1970 die überparteiliche Aktion psychisch Kranke, die er von 1971 bis 1992 leitete. Diese Aktion diente als Lobby zur Wahrnehmung der Interessen psychisch Kranker, um die Psychiatrie-Reform voranzutreiben. Ferner war er Mitbegründer des Deutschen Instituts für Reines Bier.
1995 gründete Picard zusammen mit seiner Frau die Gretel und Walter Picard-Weil Stiftung mit Sitz in Zürich. Ziel der Stiftung ist unter anderem die Linderung menschlicher Not, Fürsorge für Kinder, Jugendliche, ältere Menschen, Kranke, Invalide und Gebrechliche, die Ausbildung, Fortbildung und Förderung von minderbemittelten Menschen sowie die Förderung geistigen, wissenschaftlichen, kulturellen und künstlerischen Schaffens.

## Partei
Picard zählte 1945 zu den Gründern der CDU und der Jungen Union (JU) in Nieder-Roden, Obertshausen und Dieburg. Er war von 1955 bis 1962 zunächst stellvertretender Landesvorsitzender und von 1962 bis 1964 dann Landesvorsitzender der JU Hessen sowie Mitglied des geschäftsführenden Landesvorstandes der hessischen Christdemokraten.

## Abgeordneter
Picard war seit 1952 Ratsmitglied der Gemeinde Nieder-Roden und wurde im gleichen Jahr in den Kreistag des Kreises Dieburg gewählt, dem er bis 1958 angehörte. Hier war er Vorsitzender der CDU-Fraktion. Von 1958 bis 1965 war er Mitglied des Hessischen Landtages. Dem Deutschen Bundestag gehörte er von 1965 bis 1983 an. Er war stets über die Landesliste Hessen ins Parlament eingezogen. Im Bundestag widmete er sich von 1967 bis 1980 gesundheits- und psychiatriepolitischen Themen.

## Ehrungen
Walter Picard erhielt 1983 die Ehrenplakette in Gold des Landeswohlfahrtsverbandes Hessen und 1984 das Große Bundesverdienstkreuz. Seit 2002 wird vom Landeswohlfahrtsverband Hessen der Walter-Picard-Preis verliehen.